# BYD・F3DM

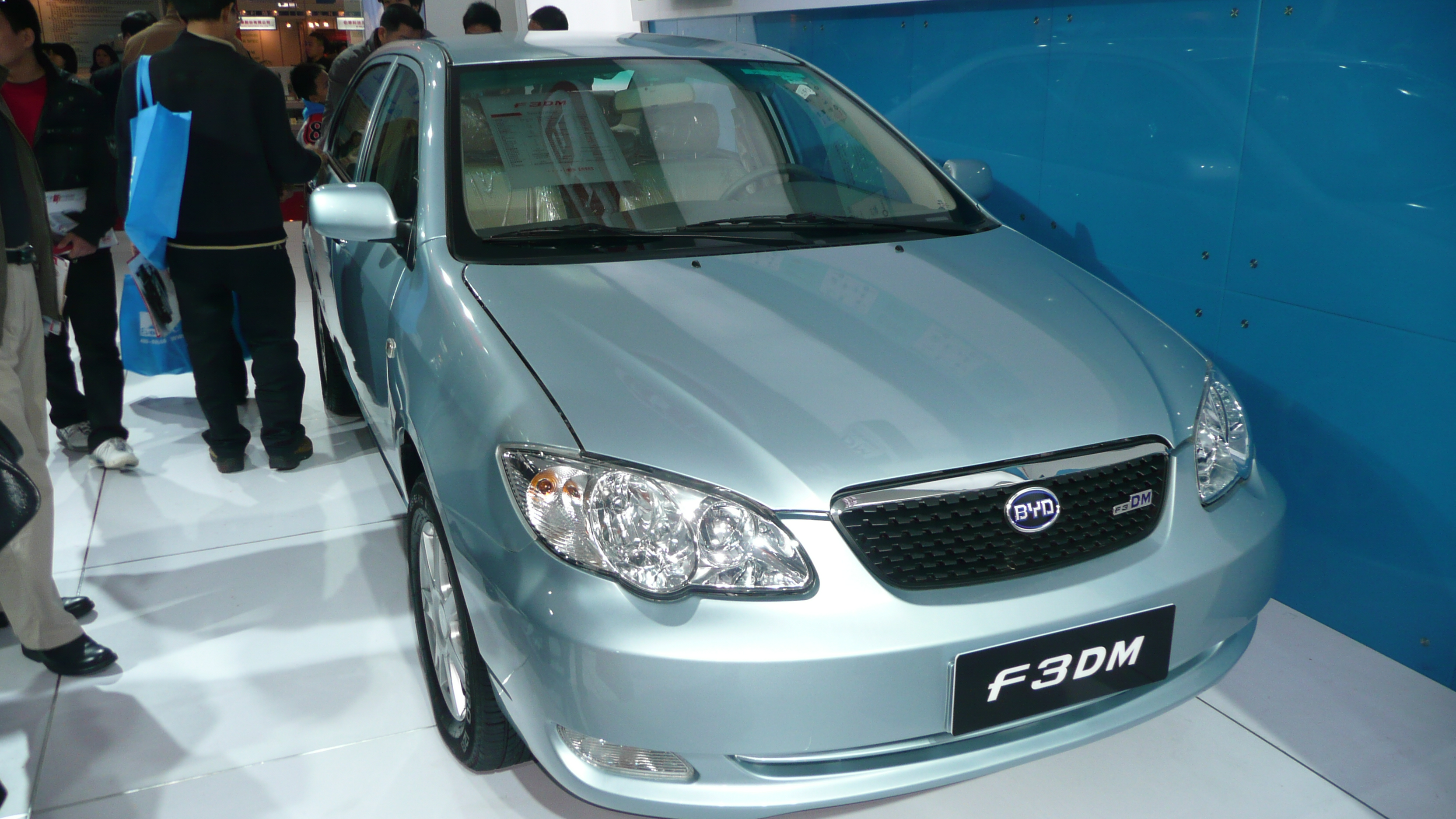
BYD F3DM

F3DMは中国の自動車メーカー比亜迪汽車（BYD Auto）が販売している世界初の量産型プラグインハイブリッド自動車である。
2008年12月15日より中国国内の政府機関や企業向けに販売されている。F3DMは2010年には欧州で、2011年中には米国で発売。2008年のジュネーヴモーターショーで紹介された。

## 概要
F3DMは世界初の量産型プラグインハイブリッドカーである。容量20kWのバッテリーを搭載し、バッテリーのみで最長約100km程度走行可能とされる。
2008年末から発売が開始されたが、政府機関の調達にとどまり、販売台数は発売から約1年で100台程度となっている。一般消費者向けへの販売が見送られてきた理由の一つは、14万9,800元（約198万円）の本体価格である。外国車から見れば格段に安い価格であるが、ベースとなったガソリン仕様車が、ほぼ半額であることから販売拡大は難しいとの判断が働いていたという。
こうした判断は、2010年、全国13都市が新エネ車の普及モデル都市に選ばれ、電気自動車などへの補助金が支給される見込みが出てきたことから、方針転換が図られることとなり、同年中に深圳市にて一般消費者への販売が開始される見込みとなった。しかしながら、国策での販売では長続きはせず、2012年には販売を終了。中国国外での市販も試みたが、スペインでわずかに10台売れただけであった。
上海モーターショーに出品したモデルは、最前部から側面部にかけてトヨタ・カローラアルティス（東南アジア専売仕様・E120型系）に、最後部がホンダ・フィットアリアにそれぞれ酷似しており、中国における知的財産保護のレベルを示す例として報道をされるなど、のちに大自動車メーカーとなるBYDも当時の注目は低いものだった。

## 参考
1. ↑  BYD Auto社，プラグイン・ハイブリッド車「F3DM」を中国で発売 | 日経クロステック（xTECH）
2. ↑  “プラグインHB車を一般発売へ、BYDが中国初”. NNA ASIA. (2010年3月23日)
3. ↑  「仰天模倣「前部はトヨタ、後部はホンダ」が許される中国の知財意識…中国のTPP参加は関西企業には“両刃の剣”」『産経ニュース』産経新聞社、2013年6月19日。オリジナルの2013年6月22日時点におけるアーカイブ。2013年6月20日閲覧。
4. ↑  【クルマの電動化】トヨタとBYDがEVを共同開発へ。ところでBYDってどんな会社？ - Webモーターマガジン